# Hertha Berliner Sport-Club 2021-2022
Questa voce raccoglie le informazioni riguardanti l'Hertha Berliner Sport-Club nelle competizioni ufficiali della stagione 2021-2022.

## Stagione
Nella stagione 2021-2022 l'Hertha Berlino, allenato da Pál Dárdai, Tayfun Korkut e Felix Magath, concluse il campionato di Bundesliga al 16º posto e vinse i play-out con l'Amburgo. In Coppa di Germania l'Hertha Berlino fu eliminato agli ottavi di finale dall'Union Berlino.

## Rosa
| N. |                        | Ruolo | Calciatore             |
| -- | ---------------------- | ----- | ---------------------- |
| 1  | Germania (bandiera)    | P     | Alexander Schwolow     |
| 2  | Slovacchia (bandiera)  | D     | Peter Pekarík          |
| 3  | Norvegia (bandiera)    | D     | Fredrik André Bjørkan  |
| 4  | Belgio (bandiera)      | D     | Dedryck Boyata         |
| 5  | Germania (bandiera)    | D     | Niklas Stark           |
| 6  | Rep. Ceca (bandiera)   | C     | Vladimír Darida        |
| 7  | Germania (bandiera)    | A     | Davie Selke            |
| 8  | Germania (bandiera)    | C     | Suat Serdar            |
| 10 | Paesi Bassi (bandiera) | C     | Jurgen Ekkelenkamp     |
| 11 | Francia (bandiera)     | A     | Myziane Maolida        |
| 12 | Germania (bandiera)    | P     | Nils Körber            |
| 13 | Germania (bandiera)    | D     | Lukas Klünter          |
| 14 | Algeria (bandiera)     | A     | Ishak Belfodil         |
| 17 | Germania (bandiera)    | D     | Maximilian Mittelstädt |
| 18 | Argentina (bandiera)   | C     | Santiago Ascacíbar     |
| 19 | Montenegro (bandiera)  | A     | Stevan Jovetić         |
| 20 | Germania (bandiera)    | D     | Marc-Oliver Kempf      |
| 21 | Germania (bandiera)    | D     | Marvin Plattenhardt    |
| 22 | Norvegia (bandiera)    | P     | Rune Jarstein          |
| 23 | Germania (bandiera)    | A     | Marco Richter          |

| N. |                          | Ruolo | Calciatore           |
| -- | ------------------------ | ----- | -------------------- |
| 24 | Germania (bandiera)      | A     | Luca Wollschläger    |
| 27 | Ghana (bandiera)         | C     | Kevin-Prince Boateng |
| 28 | Francia (bandiera)       | A     | Kélian Nsona         |
| 29 | Francia (bandiera)       | C     | Lucas Tousart        |
| 30 | Corea del Sud (bandiera) | A     | Dong-jun Lee         |
| 31 | Germania (bandiera)      | D     | Márton Dárdai        |
| 32 | Danimarca (bandiera)     | P     | Oliver Christensen   |
| 34 | Germania (bandiera)      | D     | Cimo Röcker          |
| 35 | Germania (bandiera)      | A     | Marten Winkler       |
| 36 | Svizzera (bandiera)      | A     | Ruwen Werthmüller    |
| 37 | Polonia (bandiera)       | P     | Marcel Lotka         |
| 39 | Germania (bandiera)      | C     | Julian Albrecht      |
| 40 | Germania (bandiera)      | C     | Jonas Michelbrink    |
| 41 | Germania (bandiera)      | C     | Jonas Dirkner        |
| 42 | Germania (bandiera)      | D     | Julian Eitschberger  |
| 44 | Germania (bandiera)      | D     | Linus Gechter        |
| 45 | Germania (bandiera)      | D     | Marlon Morgenstern   |
| 46 | Germania (bandiera)      | A     | Anton Kade           |
| 49 | Germania (bandiera)      | D     | Christalino Atemona  |

## Organigramma societario
Area tecnica
- Preparatori atletici:
- Allenatore in seconda: Ilija Aračić, Mark Fotheringham
- Preparatore dei portieri: Andreas Menger
- Analisi video: Etienne Dzwonkowsky, Gabor Ruhr
- Allenatore: Felix Magath

## Calciomercato

### Sessione estiva
| Acquisti | Acquisti             | Acquisti          | Acquisti |
| R.       | Nome                 | da                | Modalità |
| -------- | -------------------- | ----------------- | -------- |
| A        | Myziane Maolida      | Nizza             |          |
| C        | Jurgen Ekkelenkamp   | Ajax              |          |
| P        | Oliver Christensen   | Odense            |          |
| A        | Ishak Belfodil       | Hoffenheim        |          |
| A        | Marco Richter        | Augusta           |          |
| A        | Stevan Jovetić       | Monaco            |          |
| C        | Kevin-Prince Boateng | Monza             |          |
| A        | Dennis Jastrzembski  | Waldhof Mannheim  |          |
| C        | Arne Maier           | Arminia Bielefeld |          |
| A        | Davie Selke          | Werder Brema      |          |
| C        | Suat Serdar          | Schalke 04        |          |

| Cessioni | Cessioni         | Cessioni            | Cessioni |
| R.       | Nome             | a                   | Modalità |
| -------- | ---------------- | ------------------- | -------- |
| A        | Javairô Dilrosun | Bordeaux            |          |
| A        | Daishawn Redan   | PEC Zwolle          |          |
| A        | Dodi Lukébakio   | Wolfsburg           |          |
| A        | Matheus Cunha    | Atlético Madrid     |          |
| C        | Arne Maier       | Augusta             |          |
| D        | Luca Netz        | Borussia M'gladbach |          |
| A        | Jhon Córdoba     | Krasnodar           |          |
| D        | Omar Alderete    | Valencia            |          |
| A        | Jessic Ngankam   | Greuther Fürth      |          |
| C        | Mattéo Guendouzi | Arsenal             |          |
| A        | Mathew Leckie    | Melbourne City      |          |
| C        | Eduard Löwen     | Bochum              |          |
| A        | Nemanja Radonjić | Olympique Marsiglia |          |

### Sessione invernale
| Acquisti | Acquisti              | Acquisti   | Acquisti |
| R.       | Nome                  | da         | Modalità |
| -------- | --------------------- | ---------- | -------- |
| A        | Kélian Nsona          | Caen       |          |
| D        | Marc-Oliver Kempf     | Stoccarda  |          |
| D        | Fredrik André Bjørkan | Bodø/Glimt |          |

| Cessioni | Cessioni            | Cessioni        | Cessioni |
| R.       | Nome                | a               | Modalità |
| -------- | ------------------- | --------------- | -------- |
| D        | Jordan Torunarigha  | Gent            |          |
| A        | Dennis Jastrzembski | Śląsk Breslavia |          |
| D        | Deyovaisio Zeefuik  | Blackburn       |          |
| A        | Krzysztof Piątek    | Fiorentina      |          |

## Risultati

### Bundesliga

#### Girone di andata
| Arbitro: | Hartmann |

|                            |           |            |
| Modeste 41’ Kainz 52’, 55’ | Marcatori | 5’ Jovetić |

| Arbitro: | Jöllenbeck |

|                      |           |                     |
| Lukebakio 60’ (rig.) | Marcatori | 74’ Baku 88’ Nmecha |

| Arbitro: | Jablonski |

|                                                 |           |  |
| Müller 6’ Lewandowski 35’, 70’, 84’ Musiala 49’ | Marcatori |  |

| Arbitro: | Schröder |

|            |           |                             |
| Zoller 59’ | Marcatori | 37’, 43’ Serdar 78’ Maolida |

| Arbitro: | Stieler |

|                                  |           |                   |
| Ekkelenkamp 61’ Bauer 79’ (aut.) | Marcatori | 57’ (rig.) Hrgota |

| Arbitro: | Stegemann |

|                                                                         |           |  |
| Nkunku 16’, 70’ Poulsen 23’ Mukiele 45’ Forsberg 60’ (rig.) Haidara 77’ | Marcatori |  |

| Arbitro: | Ittrich |

|            |           |                           |
| Piątek 70’ | Marcatori | 17’ Lienhart 78’ Petersen |

| Arbitro: | Aytekin |

|                      |           |                            |
| Paciência 78’ (rig.) | Marcatori | 7’ Richter 63’ Ekkelenkamp |

| Arbitro: | Cortus |

|             |           |  |
| Richter 40’ | Marcatori |  |

| Arbitro: | Jablonski |

|                       |           |  |
| Kramarić 19’ Rudy 36’ | Marcatori |  |

| Arbitro: | Hartmann |

|             |           |             |
| Jovetić 42’ | Marcatori | 90’ Andrich |

| Arbitro: | Brych |

|                        |           |  |
| Awoniyi 8’ Trimmel 30’ | Marcatori |  |

| Arbitro: | Willenborg |

|             |           |                 |
| Richter 40’ | Marcatori | 90’ Gregoritsch |

| Arbitro: | Brand |

|                          |           |                  |
| Marmoush 15’ Förster 19’ | Marcatori | 40’, 76’ Jovetić |

| Arbitro: | Welz |

|                       |           |  |
| Jovetić 53’ Selke 90’ | Marcatori |  |

| Arbitro: | Osmers |

|                                         |           |  |
| Lee 19’ Hack 41’ Widmer 49’ Boëtius 79’ | Marcatori |  |

| Arbitro: | Fritz |

|                               |           |                       |
| Belfodil 51’ Richter 57’, 69’ | Marcatori | 31’ Brandt 83’ Tigges |

#### Girone di ritorno
| Arbitro: | Stieler |

|            |           |                                    |
| Darida 57’ | Marcatori | 29’ Modeste 32’ Duda 90’ Thielmann |

| Wolfsburg 15 gennaio 2022, ore 15:30 CET 19ª giornata | Wolfsburg | 0 – 0 referto | Hertha Berlino | Volkswagen-Arena (500 spett.)\| Arbitro: \| Hartmann \| |
| Arbitro:                                              | Hartmann  |               |                |                                                         |

| Arbitro: | Dankert |

|                 |           |                                            |
| Ekkelenkamp 80’ | Marcatori | 25’ Tolisso 45’ Müller 75’ Sané 79’ Gnabry |

| Arbitro: | Fritz |

|              |           |            |
| Belfodil 23’ | Marcatori | 48’ Polter |

| Arbitro: | Schlager |

|                       |           |             |
| Hrgota 1’, 71’ (rig.) | Marcatori | 82’ Gechter |

| Arbitro: | Ittrich |

|             |           |                                                                      |
| Jovetić 48’ | Marcatori | 20’ Henrichs 64’ (rig.), 67’ Nkunku 74’ Olmo 81’ Haidara 88’ Poulsen |

| Arbitro: | Jablonski |

|                                       |           |  |
| Grifo 12’ (rig.) Schade 83’ Höler 86’ | Marcatori |  |

| Arbitro: | Osmers |

|           |           |                                             |
| Selke 61’ | Marcatori | 17’ Knauff 48’ Tuta 56’ Lindstrøm 63’ Borré |

| Arbitro: | Badstübner |

|                            |           |  |
| Pléa 24’ (rig.) Ginter 59’ | Marcatori |  |

| Arbitro: | Schlager |

|                                    |           |  |
| Stark 39’ Belfodil 63’ Tousart 74’ | Marcatori |  |

| Arbitro: | Jöllenbeck |

|                          |           |            |
| Alario 34’ Bellarabi 40’ | Marcatori | 42’ Darida |

| Arbitro: | Jablonski |

|                      |           |                                                |
| Baumgartl 49’ (aut.) | Marcatori | 31’ Haraguchi 53’ Prömel 74’ Becker 85’ Michel |

| Arbitro: | Fritz |

|  |           |            |
|  | Marcatori | 49’ Serdar |

| Arbitro: | Brych |

|                       |           |  |
| Selke 4’ Belfodil 90’ | Marcatori |  |

| Arbitro: | Aytekin |

|             |           |             |
| Nilsson 90’ | Marcatori | 54’ Tousart |

| Arbitro: | Ittrich |

|                  |           |                     |
| Selke 45’ (rig.) | Marcatori | 25’ Widmer 81’ Bell |

| Arbitro: | Stieler |

|                                |           |                     |
| Haaland 68’ (rig.) Moukoko 84’ | Marcatori | 18’ (rig.) Belfodil |

#### Spareggio promozione-retrocessione
| Arbitro: | Osmers |

|  |           |          |
|  | Marcatori | 57’ Reis |

| Arbitro: | Aytekin |

|  |           |                            |
|  | Marcatori | 4’ Boyata 63’ Plattenhardt |

### Coppa di Germania
| Arbitro: | Kampka |

|  |           |           |
|  | Marcatori | 90’ Selke |

| Arbitro: | Willenborg |

|            |           |                                     |
| Deters 41’ | Marcatori | 3’ Jovetić 79’ Belfodil 83’ Richter |

| Arbitro: | Aytekin |

|                               |           |                                            |
| Khedira 54’ (aut.) Serdar 90’ | Marcatori | 11’ Voglsammer 50’ (aut.) Stark 55’ Knoche |

## Statistiche

### Statistiche di squadra
| Competizione                       | Punti | In casa | In casa | In casa | In casa | In casa | In casa | In trasferta | In trasferta | In trasferta | In trasferta | In trasferta | In trasferta | Totale | Totale | Totale | Totale | Totale | Totale | DR  |
| Competizione                       | Punti | G       | V       | N       | P       | Gf      | Gs      | G            | V            | N            | P            | Gf           | Gs           | G      | V      | N      | P      | Gf     | Gs     | DR  |
| ---------------------------------- | ----- | ------- | ------- | ------- | ------- | ------- | ------- | ------------ | ------------ | ------------ | ------------ | ------------ | ------------ | ------ | ------ | ------ | ------ | ------ | ------ | --- |
| Bundesliga                         | 33    | 17      | 6       | 3       | 8       | 24      | 33      | 17           | 3            | 3            | 11           | 13           | 38           | 34     | 9      | 6      | 19     | 37     | 71     | -34 |
| Spareggio promozione-retrocessione | -     | 1       | 0       | 0       | 1       | 0       | 1       | 1            | 1            | 0            | 0            | 2            | 0            | 2      | 1      | 0      | 1      | 2      | 1      | +1  |
| Coppa di Germania                  | -     | 1       | 0       | 0       | 1       | 2       | 3       | 2            | 2            | 0            | 0            | 4            | 1            | 3      | 2      | 0      | 1      | 6      | 4      | +2  |
| Totale                             | 33    | 19      | 6       | 3       | 10      | 26      | 37      | 20           | 6            | 3            | 11           | 19           | 39           | 39     | 12     | 6      | 21     | 45     | 76     | -31 |

### Andamento in campionato
| Giornata  | 1  | 2  | 3  | 4  | 5 | 6  | 7  | 8  | 9  | 10 | 11 | 12 | 13 | 14 | 15 | 16 | 17 | 18 | 19 | 20 | 21 | 22 | 23 | 24 | 25 | 26 | 27 | 28 | 29 | 30 | 31 | 32 | 33 | 34 |
| --------- | -- | -- | -- | -- | - | -- | -- | -- | -- | -- | -- | -- | -- | -- | -- | -- | -- | -- | -- | -- | -- | -- | -- | -- | -- | -- | -- | -- | -- | -- | -- | -- | -- | -- |
| Luogo     | T  | C  | T  | T  | C | T  | C  | T  | C  | T  | C  | T  | C  | T  | C  | T  | C  | C  | T  | C  | C  | T  | C  | T  | C  | T  | C  | T  | C  | T  | C  | T  | C  | T  |
| Risultato | P  | P  | P  | V  | V | P  | P  | V  | V  | P  | N  | P  | N  | N  | V  | P  | V  | P  | N  | P  | N  | P  | P  | P  | P  | P  | V  | P  | P  | V  | V  | N  | P  | P  |
| Posizione | 15 | 18 | 18 | 16 | 9 | 12 | 14 | 13 | 10 | 12 | 13 | 14 | 14 | 14 | 14 | 14 | 11 | 13 | 13 | 13 | 14 | 14 | 15 | 16 | 16 | 17 | 16 | 17 | 17 | 15 | 15 | 15 | 15 | 16 |

Legenda:

Luogo: C = Casa; T = Trasferta. Risultato: V = Vittoria; N = Pareggio; P = Sconfitta.

### Statistiche dei giocatori
| Giocatore       | Bundesliga | Bundesliga | Bundesliga  | Bundesliga | Spareggio | Spareggio | Spareggio   | Spareggio  | Coppa di Germania | Coppa di Germania | Coppa di Germania | Coppa di Germania | Totale   | Totale | Totale      | Totale     |
| Giocatore       | Presenze   | Reti       | Ammonizioni | Espulsioni | Presenze  | Reti      | Ammonizioni | Espulsioni | Presenze          | Reti              | Ammonizioni       | Espulsioni        | Presenze | Reti   | Ammonizioni | Espulsioni |
| --------------- | ---------- | ---------- | ----------- | ---------- | --------- | --------- | ----------- | ---------- | ----------------- | ----------------- | ----------------- | ----------------- | -------- | ------ | ----------- | ---------- |
| J. Albrecht     | 0          | 0          | 0           | 0          | 0         | 0         | 0           | 0          | 0                 | 0                 | 0                 | 0                 | 0        | 0      | 0           | 0          |
| S. Ascacíbar    | 28         | 0          | 5           | 0          | 1         | 0         | 0           | 0          | 2                 | 0                 | 1                 | 0                 | 31       | 0      | 6           | 0          |
| C. Atemona      | 0          | 0          | 0           | 0          | 0         | 0         | 0           | 0          | 0                 | 0                 | 0                 | 0                 | 0        | 0      | 0           | 0          |
| I. Belfodil     | 26         | 5          | 1           | 0          | 2         | 0         | 0           | 0          | 2                 | 1                 | 1                 | 0                 | 30       | 6      | 2           | 0          |
| F. Bjørkan      | 9          | 0          | 1           | 0          | 1         | 0         | 0           | 0          | 0                 | 0                 | 0                 | 0                 | 10       | 0      | 1           | 0          |
| K. Boateng      | 18         | 0          | 8           | 0          | 1         | 0         | 1           | 0          | 2                 | 0                 | 1                 | 0                 | 21       | 0      | 10          | 0          |
| D. Boyata       | 23         | 0          | 1           | 1          | 2         | 1         | 1           | 0          | 2                 | 0                 | 0                 | 0                 | 27       | 1      | 2           | 1          |
| O. Christensen  | 0          | 0          | 0           | 0          | 2         | 0         | 0           | 0          | 0                 | 0                 | 0                 | 0                 | 2        | 0      | 0           | 0          |
| M. Cunha        | 1          | 0          | 0           | 0          | 0         | 0         | 0           | 0          | 0                 | 0                 | 0                 | 0                 | 1        | 0      | 0           | 0          |
| V. Darida       | 25         | 2          | 6           | 0          | 1         | 0         | 0           | 0          | 3                 | 0                 | 0                 | 0                 | 29       | 2      | 6           | 0          |
| J. Dilrosun     | 2          | 0          | 0           | 0          | 0         | 0         | 0           | 0          | 1                 | 0                 | 0                 | 0                 | 3        | 0      | 0           | 0          |
| J. Dirkner      | 0          | 0          | 0           | 0          | 0         | 0         | 0           | 0          | 0                 | 0                 | 0                 | 0                 | 0        | 0      | 0           | 0          |
| M. Dárdai       | 12         | 0          | 2           | 0          | 0         | 0         | 0           | 0          | 1                 | 0                 | 0                 | 0                 | 13       | 0      | 2           | 0          |
| J. Eitschberger | 1          | 0          | 0           | 0          | 0         | 0         | 0           | 0          | 0                 | 0                 | 0                 | 0                 | 1        | 0      | 0           | 0          |
| J. Ekkelenkamp  | 21         | 3          | 1           | 0          | 0         | 0         | 0           | 0          | 1                 | 0                 | 1                 | 0                 | 22       | 3      | 2           | 0          |
| L. Gechter      | 13         | 1          | 0           | 0          | 1         | 0         | 0           | 0          | 2                 | 0                 | 0                 | 0                 | 16       | 1      | 0           | 0          |
| R. Jarstein     | 0          | 0          | 0           | 0          | 0         | 0         | 0           | 0          | 0                 | 0                 | 0                 | 0                 | 0        | 0      | 0           | 0          |
| D. Jastrzembski | 8          | 0          | 1           | 0          | 0         | 0         | 0           | 0          | 2                 | 0                 | 0                 | 0                 | 10       | 0      | 1           | 0          |
| S. Jovetić      | 18         | 6          | 4           | 0          | 2         | 0         | 1           | 0          | 2                 | 1                 | 0                 | 0                 | 22       | 7      | 5           | 0          |
| A. Kade         | 4          | 0          | 0           | 0          | 0         | 0         | 0           | 0          | 0                 | 0                 | 0                 | 0                 | 4        | 0      | 0           | 0          |
| M. Kempf        | 12         | 0          | 1           | 1          | 2         | 0         | 0           | 0          | 0                 | 0                 | 0                 | 0                 | 14       | 0      | 1           | 1          |
| L. Klünter      | 5          | 0          | 1           | 0          | 0         | 0         | 0           | 0          | 1                 | 0                 | 0                 | 0                 | 6        | 0      | 1           | 0          |
| N. Körber       | 0          | 0          | 0           | 0          | 0         | 0         | 0           | 0          | 0                 | 0                 | 0                 | 0                 | 0        | 0      | 0           | 0          |
| D. Lee          | 4          | 0          | 0           | 0          | 0         | 0         | 0           | 0          | 0                 | 0                 | 0                 | 0                 | 4        | 0      | 0           | 0          |
| M. Lotka        | 10         | 0          | 1           | 0          | 0         | 0         | 0           | 0          | 0                 | 0                 | 0                 | 0                 | 10       | 0      | 1           | 0          |
| D. Lukébakio    | 3          | 1          | 0           | 0          | 0         | 0         | 0           | 0          | 1                 | 0                 | 0                 | 0                 | 4        | 1      | 0           | 0          |
| M. Maolida      | 14         | 1          | 0           | 0          | 2         | 0         | 0           | 0          | 2                 | 0                 | 0                 | 0                 | 18       | 1      | 0           | 0          |
| J. Michelbrink  | 0          | 0          | 0           | 0          | 0         | 0         | 0           | 0          | 0                 | 0                 | 0                 | 0                 | 0        | 0      | 0           | 0          |
| M. Mittelstädt  | 24         | 0          | 3           | 0          | 1         | 0         | 0           | 0          | 1                 | 0                 | 0                 | 0                 | 26       | 0      | 3           | 0          |
| M. Morgenstern  | 0          | 0          | 0           | 0          | 0         | 0         | 0           | 0          | 0                 | 0                 | 0                 | 0                 | 0        | 0      | 0           | 0          |
| K. Nsona        | 0          | 0          | 0           | 0          | 0         | 0         | 0           | 0          | 0                 | 0                 | 0                 | 0                 | 0        | 0      | 0           | 0          |
| P. Pekarík      | 27         | 0          | 1           | 0          | 2         | 0         | 0           | 0          | 2                 | 0                 | 0                 | 0                 | 31       | 0      | 1           | 0          |
| K. Piątek       | 9          | 1          | 0           | 0          | 0         | 0         | 0           | 0          | 1                 | 0                 | 0                 | 0                 | 10       | 1      | 0           | 0          |
| M. Plattenhardt | 21         | 0          | 3           | 0          | 2         | 1         | 0           | 0          | 2                 | 0                 | 0                 | 0                 | 25       | 1      | 3           | 0          |
| M. Richter      | 30         | 5          | 6           | 0          | 1         | 0         | 0           | 0          | 2                 | 1                 | 0                 | 0                 | 33       | 6      | 6           | 0          |
| C. Röcker       | 1          | 0          | 0           | 0          | 0         | 0         | 0           | 0          | 0                 | 0                 | 0                 | 0                 | 1        | 0      | 0           | 0          |
| A. Schwolow     | 25         | 0          | 1           | 0          | 0         | 0         | 0           | 0          | 3                 | 0                 | 0                 | 0                 | 28       | 0      | 1           | 0          |
| D. Selke        | 25         | 4          | 1           | 0          | 0         | 0         | 0           | 0          | 3                 | 1                 | 1                 | 0                 | 28       | 5      | 2           | 0          |
| S. Serdar       | 30         | 3          | 6           | 0          | 2         | 0         | 0           | 0          | 3                 | 1                 | 2                 | 0                 | 35       | 4      | 8           | 0          |
| N. Stark        | 26         | 1          | 3           | 0          | 2         | 0         | 1           | 0          | 2                 | 0                 | 0                 | 0                 | 30       | 1      | 4           | 0          |
| J. Torunarigha  | 7          | 0          | 1           | 0          | 0         | 0         | 0           | 0          | 0                 | 0                 | 0                 | 0                 | 7        | 0      | 1           | 0          |
| L. Tousart      | 30         | 2          | 3           | 0          | 2         | 0         | 1           | 1          | 3                 | 0                 | 0                 | 0                 | 35       | 2      | 4           | 1          |
| R. Werthmüller  | 0          | 0          | 0           | 0          | 0         | 0         | 0           | 0          | 0                 | 0                 | 0                 | 0                 | 0        | 0      | 0           | 0          |
| M. Winkler      | 1          | 0          | 0           | 0          | 0         | 0         | 0           | 0          | 0                 | 0                 | 0                 | 0                 | 1        | 0      | 0           | 0          |
| L. Wollschläger | 2          | 0          | 0           | 0          | 1         | 0         | 0           | 0          | 0                 | 0                 | 0                 | 0                 | 3        | 0      | 0           | 0          |
| D. Zeefuik      | 11         | 0          | 1           | 0          | 0         | 0         | 0           | 0          | 1                 | 0                 | 0                 | 0                 | 12       | 0      | 1           | 0          |